# 北洋大学

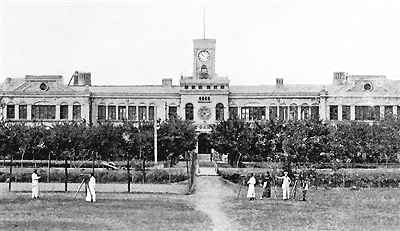
北洋大学主楼

国立北洋大学简称北洋大学、北洋，初名北洋大學堂，是1895年10月洋务运动的代表人物、时任津海关道盛宣怀上奏光绪皇帝得到批准在天津建立的大学，是中国近代第一所官办高等学府，校训为实事求是。1912年，更名为北洋大学校，次年更名国立北洋大学。1917年，北洋大学法科并入北京大学。至1920年，北洋大学开始专办工科教育。1928年，国民政府推行大学区制，期间学校更名为国立北平大学第二工学院，次年大学区制废除，原北洋大学脱离北平大学复校，因专办工科，不合大学建制，遂定名国立北洋工学院。1937年，因抗日战争，国立北洋工学院西迁至西安组建国立西安临时大学，次年3月更名为国立西北联合大学，7月再次改组成为国立西北工学院。1943年，在北洋大学校友的复校呼吁下，教育部将英士大学工学院独立划出，组建了泰顺北洋工学院。受此影响，北洋大学校友在西安市组建了北洋工学院西京分院。1945年，抗日战争结束，北洋大学校友关于返回天津的复校呼声日渐高涨。1946年1月，教育部下令泰顺北洋工学院、北洋工学院西京分院和国立西北工学院返回天津复校，国立北洋大学在天津西沽旧址复员，建立了土木工程、水利工程、采矿工程、冶金工程和化学工程5个工程研究所，积极开展学术交流与科学研究，被誉为“科学建国的堡垒”。1951年，国立北洋大学与河北工学院合并后定名为天津大学。1968年，从北洋西学学堂分离出来的天津市第一女子中学更名为海河中学。
目前，北洋大学的校园旧址在今河北工业大学校园内，现存建筑有团城、南楼、北楼三座。2013年5月，北洋大学堂旧址被升级为全国重点文物保护单位。2016年9月，北洋大学堂旧址入选首批中国20世纪建筑遗产名录。由于天津大学继承了北洋大学的学缘，目前天津大学每年10月2日举办天津大学（北洋大学）校庆活动。天津大学先后建有北洋广场、100周年北洋纪念亭、北洋科学楼、120周年北洋纪念亭等庆祝北洋大学堂于1895年10月建校。

## 校名

### 初名考证
关于北洋大学建校时最初使用的名称以及正式开班日期曾因档案被焚毁而一度无从考证而存在多种说法。一种说法是，北洋大学建校之初的名称为“天津北洋中西学堂”，该说法源自盛宣怀拟制的《天津中西学堂章程》和奏折《拟设天津中西学堂章程禀》所草拟的校名。一种说法以直隶总督王文韶上奏光绪帝的奏折《津海关道盛宣怀创办西学学堂禀明立案由》使用了“天津北洋西学学堂”的名称便推定北洋大学在建校最初定名“天津北洋西学学堂”，后改名为“北洋大学堂”，为常见的说法，1990年天津大学出版社出版的《北洋大学—天津大学校史》等采用了这一说法。但经专门研究北洋大学校史的学者根据史料查证，事实上北洋大学在创办时即定名“北洋大学堂”，“北洋大学堂”和其英文“Pei-yang-ta-hsiieh-t'ang”的名称出现于1895年的《京津泰晤士报》《直报》等报刊上，仅是学校的章程沿用了光绪帝朱批的《天津中西学堂章程》的文本造成了误传。然而，近年来亦有考证学校初名实为“天津大学堂”，1905年5月后，改称“北洋大学堂”。

### 校名沿革

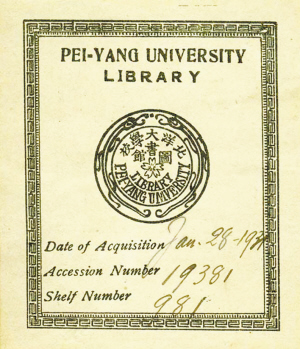
北洋大学校时期的图书馆藏书票，印有“PEI-YANG UNIVERSITY”字樣

根据考证，1895年北洋大学建校之初时定名北洋大学堂。1912年1月19日，教育部颁布《普通教育暂行办法》令“所有学堂，一律改为学校”，北洋大学堂更名为北洋大学校，次年再次更名为国立北洋大学。1928年，因应国民政府推行大学区制，更名为国立北平大学第二工学院，次年复校，因专办工科、不合大学建制，遂暂定名国立北洋工学院，同时设立“国立北洋大学筹备委员会”。1937年，因抗日战争，国立北洋工学院西迁至西安组建国立西安临时大学，次年3月更名为国立西北联合大学，7月再次改组。1946年，抗日战争结束，泰顺北洋工学院、北洋工学院西京分院和国立西北工学院返回天津复校。1951年，国立北洋大学与河北工学院组建天津大学。北洋大学的校名曾历经多次变迁，但最为熟知和常用的是“北洋大学”。

### 英文名称
根据学者考证，1895年11月时英文报刊《京津泰晤士报》在采访报道北洋大学堂开学时便已经采用了北洋大学堂的名称，并将其音译为“Pei-yang-ta-hsiieh-t'ang”。北洋大学先后被译为“Imperial Tientsin University”和“Peiyang University”，国立北洋工学院时期的英文名称为“National Peiyang Technical Institute”。

## 校史

### 筹备时期

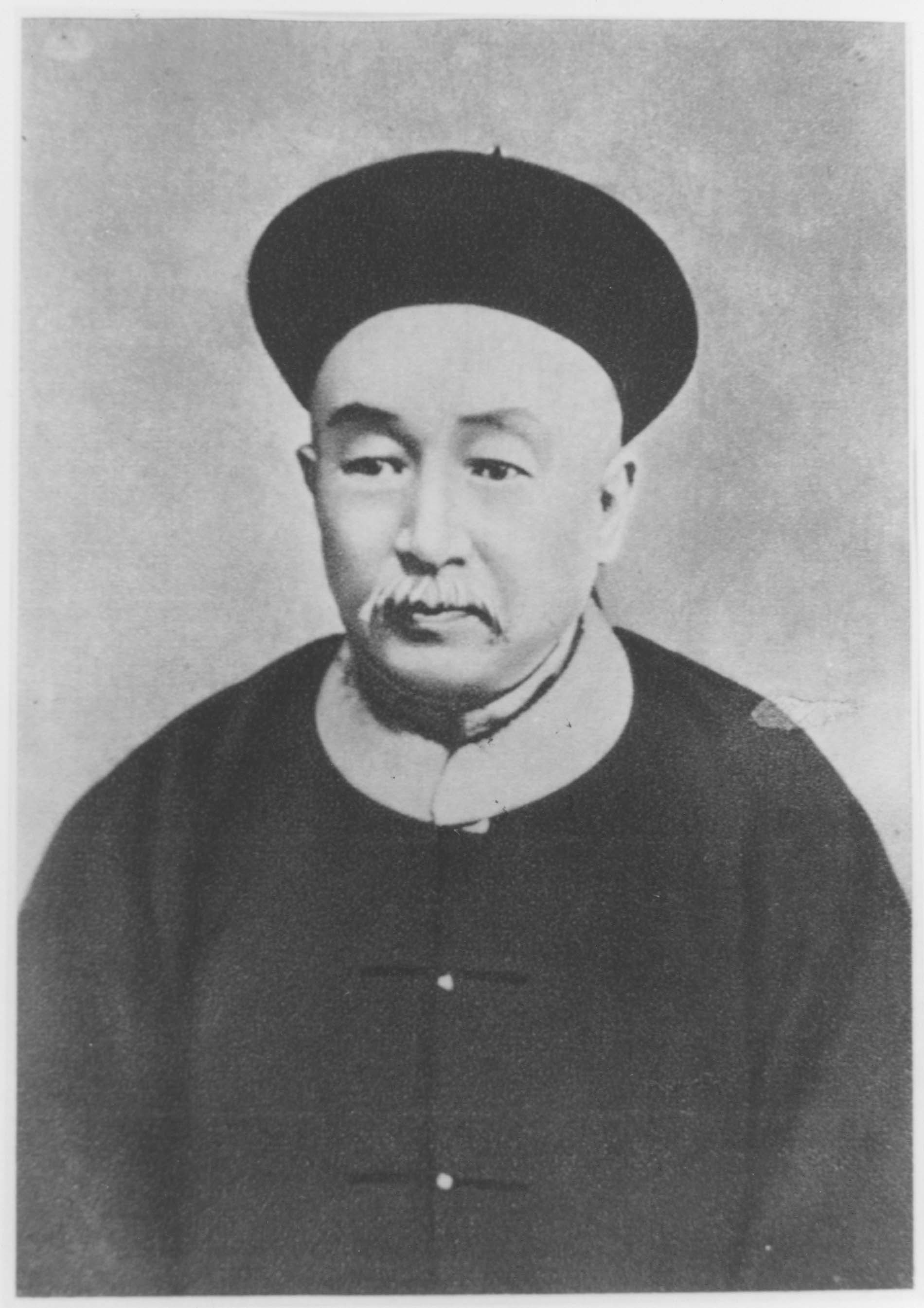
北洋大学的创办人盛宣怀

1892年，盛宣怀任津海关道后，即着手研究兴办新式学堂。他与当时在天津自办中西书院的美国传教士、李鸿章的英文教师丁家立来往密切、共同商讨办学之事。后秉承直隶总督北洋大臣李鸿章的意旨，盛宣怀和丁家立筹办一所新式学堂，研究草拟办学章则、办法、实施计划。
甲午战败、中日签订《马关条约》后，教育救国思想兴起、兴办实业面临人才短缺，津海关道盛宣怀将《拟设天津中西学堂章程禀》修改后，于1895年9月19日（清光绪二十一年八月初一日）禀请继任直隶总督北洋大臣王文韶，禀奏清光绪皇帝设立新式学堂。受到甲午战败后批判中学、提倡西学的思潮影响，王文韶将拟定的“中西学堂”改为“西学学堂”，但对天津中西学堂章程未作修改。9月30日，王文韶上奏折《津海关道盛宣怀创办西学学堂禀明立案由》。10月2日，仅仅时隔几天，光绪皇帝即朱批“该衙门知道”，由盛宣怀任首任督办。为了尽快开办，盛宣怀利用博文书院因经费紧张抵押给银行而空闲数年的校舍，集资将其赎回，利用博文书院原校舍开办北洋大学堂。

### 初创时期

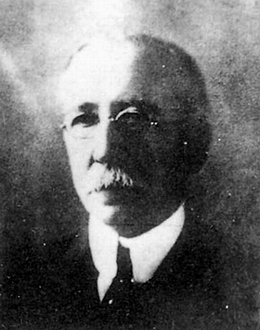
北洋大学堂首任总教习丁家立

1895年10月18日，在盛宣怀和时任直隶总督王文韶的参与下，北洋大学堂在原博文书院校舍旧址正式开办，在香港等地招生，曾有千余人报名，最后仅录取十余人。北洋大学堂开办之初，设头等学堂和二等学堂。头等学堂，学制四年，为参考美国大学的大学本科阶段教育，开设工程学、电学、矿物学、机器学、律历学五门（即5个培养方向）；这个时候，北洋大学堂只有矿物学，没有冶金学。二等学堂则为大学预科、高中阶段教育。1897年初，督办铁路的盛宣怀令即筹备就绪即将开学的津榆铁路学堂并入北洋大学堂，又令北洋大学堂另招收20名学生建立芦汉铁路学堂。同年11月，胡燏棻任津芦铁路督办，又令铁路学堂从北洋大学堂中迁出。

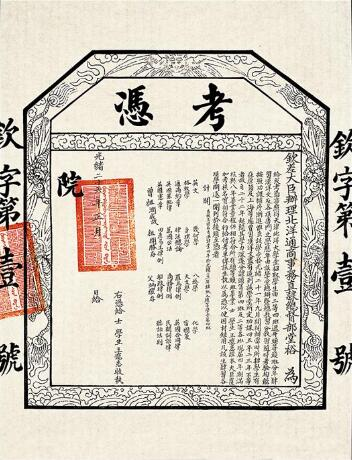
北洋大学颁发予王宠惠的钦字第一号考凭

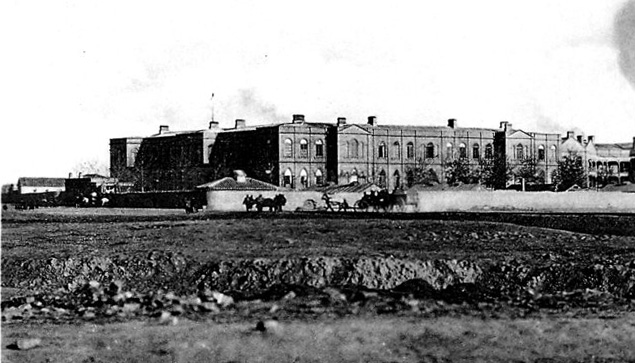
1902年前的的北洋大学校舍

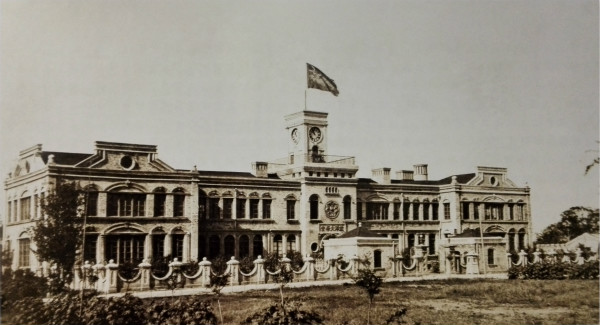
1903年北洋大学堂主楼

1900年，北洋大学堂首批学生毕业，由香港考入北洋大学堂的王宠惠作为成绩最优者获钦字第壹号考凭（毕业证书），为中国第一个获得国内大学文凭者。同年，八国联军入侵津京地区，北洋大学堂一度被迫停办，部分师生因战乱南迁至上海，在盛宣怀的安排下入读南洋公学专门开设的铁路班。北洋大学堂校舍为德军占据为兵营，设备、文档案卷遭毁坏，致使北洋大学一度无从考证开学纪念日以庆祝校庆，而是以光绪帝朱批同意开办北洋大学堂奏折的日期（1895年10月2日）作为校庆日。
1901年，经过多年筹备后，盛宣怀委托傅兰雅带领王宠惠、陈锦涛等八名学生赴美留学，是北洋大学首次派遣学生赴海外留学。袁世凯继任直隶总督兼北洋大臣后，在天津推行新政之际，颇为重视近代教育的发展。1902年9月，袁世凯着令恢复北洋大学堂并另觅校地复建，将西沽武库全部房屋拨给北洋大学堂作为校舍，并新建一座新楼，增设一所图书馆。同年，袁世凯委任丁家立兼任保定直隶高等学堂总教习，丁家立将该学堂改造为北洋大学堂的预科。1903年4月，北洋大学堂在天津的西沽正式复课，南迁至上海入读南洋公学的师生随铁路班迁回天津。同时，学校又召集原北洋大学堂及北洋水师学堂旧生数十人，因程度不齐，均先入预科，补习普通科目后依成绩分班进入法律、土木工程或采矿冶金三个专门正科肄业。
1907年，北洋大学堂附设师范科，专门培养中等学堂英文师资，由于天津、保定二处已成立优级师范科，故此附设的师范科随后即停办。1911年，清政府赏北洋大学堂11名优等毕业生以进士出身，授翰林院庶吉士；赏给9名中等毕业生进士出身。
1912年，中华民国成立后，北洋大学堂遂改名为北洋大学校，头等学堂改名大学部，二等学科改名预科部。隶属于当时的中华民国教育部，但经费仍由直隶省拨付，学生由官费资助改为自费。
1913年，北洋大学校改名为国立北洋大学，督办一职改称校长。由于北洋大学与北京大学地缘、学科相近，1913年、1914年中华民国教育部先后提议“北京大学并入北洋大学”和“北洋大学并入北京大学”均遭到反对，最终提出“北京大学设文、理、法、医四科，北洋大学专设工科而渐加扩充”，仍未获认同。1917年，蔡元培建议教育部令北洋大学改为专办工科，法科逐渐并入北京大学，将北京大学工科移并北洋大学，获教育部同意。1918年，北洋大学三名毕业生“连中三元”，徐谟考取全国外交官考试第一名，励平考取全国高等文官考试第一名，康时敏考取清华留学考试第一名。
初创时期，北洋大学的学生积极参加体育活动。1917年5月，北洋大学，清华学校，北京大学，圣约翰大学四校的25名学生参加了东京举行的远东运动会。

### 专办工科时期
1917年起，奉教育部令，北洋大学法科被迫停止招生。
1919年，五四运动爆发，北洋大学学生积极参与罢课游行等活动，罢课共持续三个月，孙越崎、张太雷等因为参加罢课而遭北洋大学开除学籍。1919年，北洋大学采矿冶金学门又细分为采矿学门、冶金学门。
1920年，北洋大学法科学生全部毕业离校，法学师资被并入北京大学，北洋大学进入专办工科阶段。。冶金学门独立出来，学校当时开设了土木、采矿、冶金三学门。旋即在1925年采矿、冶金合并为采矿冶金学门。
1924年3月，北洋大学学生不满当时学校未采纳新学制，学生代表向时任校长冯熙运请愿实行新的学制、组建董事会，遭到回绝。学生代表开始向教育部以及直隶省政府请愿。3月14日，冯熙运将学生代表开除引发了大规模的抗议活动而离职。
1928年7月，主管全国高等教育的中华民国大学院院长蔡元培不顾反对意见和客观现实条件，强行效仿法国推行大学区制，划河北、热河两省和北平、天津为北平大学区。北洋大学时任校长刘仙洲反对此举并辞职，茅以升接任。国立北洋大学名称被取消，改为国立北平大学第二工学院，简称国立第二工学院。
1928年10月6日，由于反对声浪极大、经费庞大、事权不统一等原因，蔡元培请辞中华民国大学院院长职务。10月24日，大学院及相关制度遭撤销，北洋大学、北京大学等学校开始谋求从北平大学体系脱离并独立建校。1929年3月31日，北平大学第二工学院遭受火灾，学校的教学大楼、图书室及水力研究室、材料试验室、地质标本室、矿石陈列室、图画讲室等均被焚毁，起火原因未能查明。灾情发生后，时任院长茅以升争取到庚子赔款进行修缮，北洋大学各地的校友也进行了多次援助。

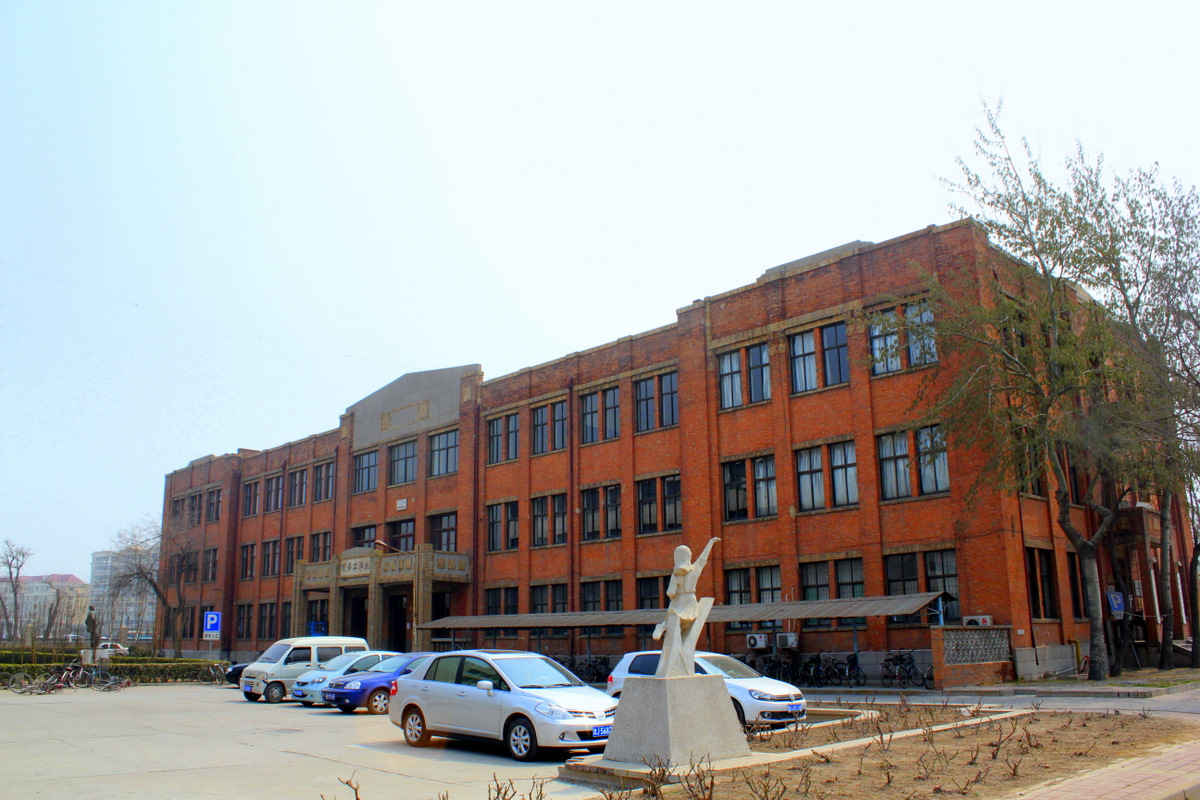
1933年落成的北洋大学南楼

1929年8月，北平大学第二工学院正式从国立北平大学和大学区体制中脱离并独立，但此时学校专办工科，不合综合性大学建制，因此暂定校名为国立北洋工学院。同时学门改称学系，下设矿冶工程学系、土木工程学系、机械工程学系。国民政府教育部出面组织了以原北洋大学校友王宠惠、陈立夫、王正廷等组成的“国立北洋大学筹备委员会”以期早日恢复大学建制，然而直至抗日战争爆发该筹委会存在的八年间未曾召开过一次会议。1930年2月，北洋工学院学生不缴费引起停课问题，并致茅以升辞去校长职务。1931年，国立北洋工学院增设了电机工程学专业。
1933年11月，李书田主持制定了《北洋同学会章程》，向北洋大学校友集资在1929年被焚毁的主楼旧址修建了南楼、北楼两座建筑。1933年，国立北洋工学院成立了矿冶工程研究所和工程材料研究所。矿冶冶金工程研究所下设地址组、探矿组、冶金组、选矿组、燃料组，工程材料研究所下设木材组、砖石组、水泥和混凝土组、钢铁组、柏油沥青组。1934年两所合并组建国立北洋工学院工科研究所，设矿冶工程部。研究所是一个研究机构，招收研究生。到1937年七七事变之前，工科研究院一共毕业了3名硕士，其中2位是冶金工程学门。
1934年，河南大学土木系停办，该系学生22人及设备转入国立北洋工学院。1935年，北洋大学堂建立40周年之际，谱写了《北洋校歌》。同年，学校停止开办预科教育。1937年3月，时任校长李书田亲自制定了《国立北洋大学筹备缘起及分期完成计划》并呈送国民政府教育部，方案中规划将北洋大学扩展建设成为包括文、理、工、医、法共五科四学院的综合性大学并设立研究院所拓展科学研究事业，其中，医学院的建设已经进入实际筹备阶段，但最终因战争原因而终止。

### 抗日战争时期

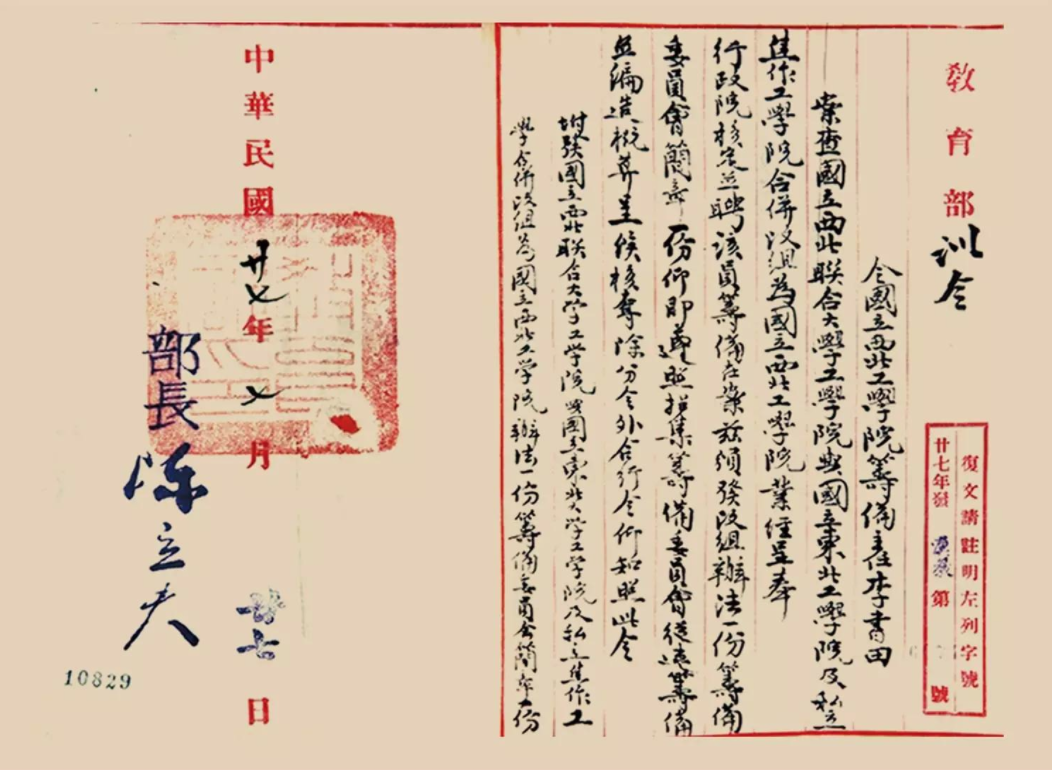
组建国立西北工学院的教育部训令，原北洋工学院院长李书田任筹备主任

1937年7月，日本发动全面侵华战争后，天津沦陷。9月10日，奉教育部令，国立北洋工学院与北平大学、北平师范大学和北平研究院等院校内迁陕西，设立西安临时大学。1938年3月，西安临时大学改称国立西北联合大学。由于地处中国西北地区，国立西北联合大学的办学经费极度短缺，物资匮乏、频繁迁校、难以聘请到师资等因素都给办学带来困难。师生的大量迁入导致物价飞涨，师生不满情绪高涨，学潮不断。与国立西南联合大相比，西北联大的内部派系斗争激烈持久、难以融合。
1938年7月，中华民国教育部对国立西北联合大学进行改组，国立北洋工学院联合东北大学工学院等组建国立西北工学院。然而，筹备国立西北工学院时几方在采用委员会制和院长制存在分歧，而李书田在执行北洋工学院的学籍管理规定时严格且强硬，导致1938年底校内出现大规模学运。1939年1月，李书田在开除闹事学生未果的情况下，带领部分原国立北洋工学院魏寿琨、曾炯、周宗莲等知名教授及学生离开了学校。
1941年10月，北洋大学校友在贵阳举行的中国工程师学会年会上呼吁恢复国立北洋大学、筹资设立“私立北洋工学院”、建立北洋中学等，期间曾任北洋工学院院长的李书田和茅以升曾商谈筹资在贵州洽购土地恢复北洋大学，但未能成功。时任教育部长陈立夫迫于北洋大学校友压力，出台了一项特别举措：在浙江省立英士大学升格为国立大学时，将其工学院独立划出，更名为北洋工学院并自主招生，被称为“泰顺北洋工学院”。泰顺的北洋工学院成立后，内迁到西安市的北洋校友受到鼓舞，在当地发起组建了北洋工学院西京分院。

### 天津复校时期

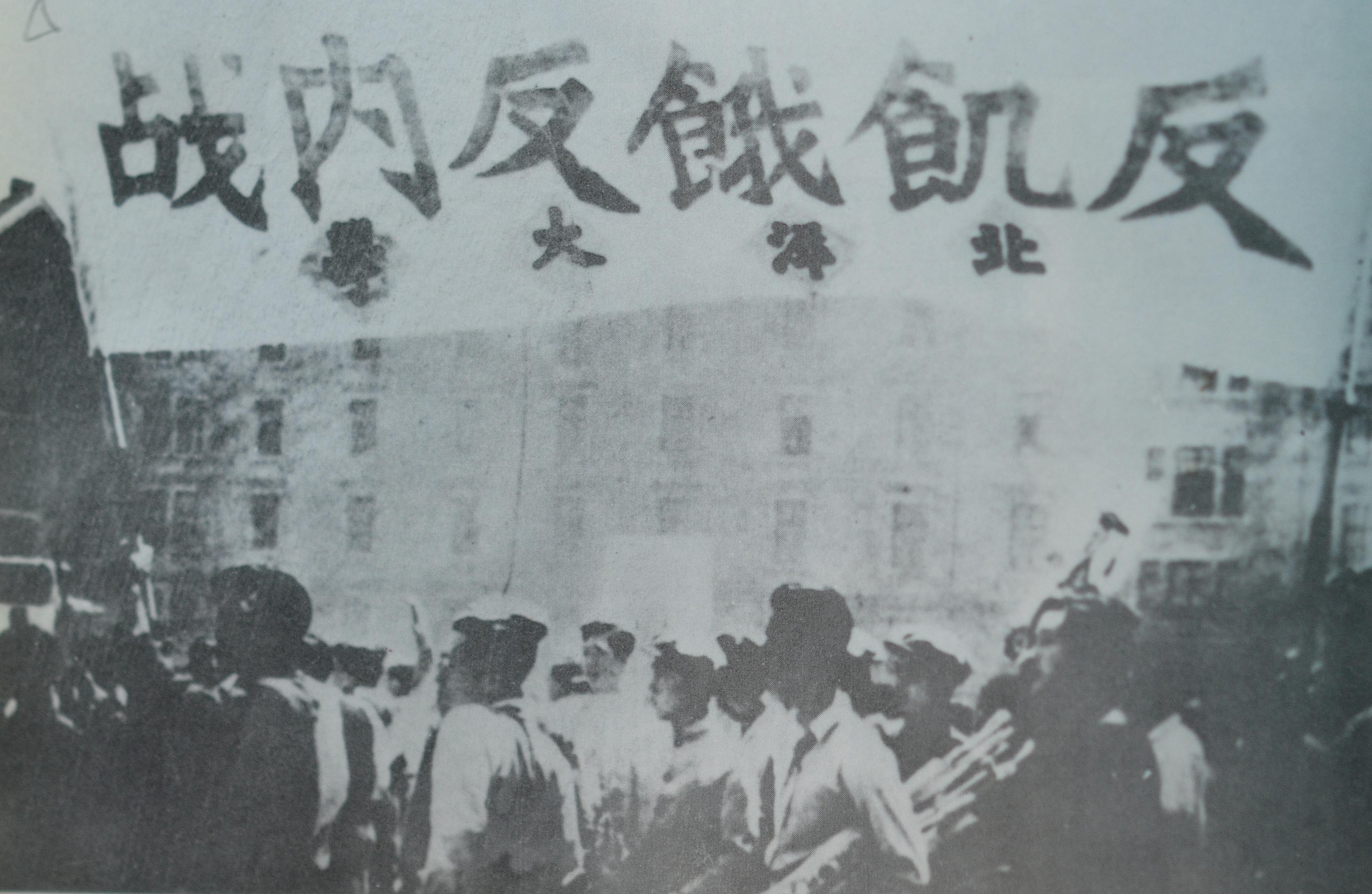
1947年5月20日，北洋大学等天津学生举行“反饥饿、反内战”大游行

1945年8月，抗战胜利，天津收复，关于北洋大学复校的呼吁声浪日益高涨。1945年10月，北洋大学第一名毕业生、时任国防最高委员会秘书长王宠惠亲自向教育部发出函电，要求早日恢复具有悠久历史的北洋大学。1946年1月，国民政府正式下达关于恢复北洋大学令，并聘请王宠惠为北洋大学筹委会主任。同年秋，北洋工学院返津在原西沽校址复校，改名为国立北洋大学。此后，国立西北工学院、泰顺北洋工学院、北洋工学院西京分院三校师生先后返回天津西沽参加复校。10月22日，北洋大学正式复校开学，茅以升任校长，设有理、工两院：理学院设有数学、物理、化学、地质等系；工学院设土木、水利、采矿冶金、建筑、化工、机械、电机、航空、纺织等系。1946年，时任北洋大学理学院院长陈荩民赴京接收北平临时大学补习班第五分班并改组为国立北洋大学北平部。1947年5月，教育部要求北洋大学北平部迁往天津遭反对。8月，该部被北京大学接收。复校期间，北洋大学发生了多次学潮。1946年底，沈崇案引发全国学生抗议，北洋大学和南开大学学生组织了大规模游行示威。
1947年，建立了土木工程、水利工程、采矿工程、冶金工程和化学工程5个研究所，北洋大学水利工程系与华北水利工程总局联合建立了“天津水力试验所”，为此后华北地区的水利工程建设提供支持。
1949年1月，天津政权更替，学校的主管关系变更频繁，先后转隶属于天津军事管制委员会、华北人民政府高等教育委员会，最终划归中央人民政府教育部领导。1951年6月2日，时任教育部部长马叙伦签发文件，将北洋大学与河北工学院合并，自1951年8月1日起正式成立新校，初步意见拟定名为天津大学。9月26日，在北洋大学南院大礼堂举行了天津大学成立暨开学典礼。同时，学校在七里台建设天津大学新的校舍。

### 后续
1951年9月后，北洋大学的档案资料等由天津大学继承，天津大学的校训、校歌等均沿袭自北洋大学。1954年起台湾掀起“复校”潮，1960年代，迁居台湾的北洋大学校友曾为国立北洋大学在台复校作出努力，但未能成功，如北洋大学校友、時任中華民國總統府資政陳立夫於1969年曾在台灣桃園縣勘查復校校址，而在1970年中華民國教育部亦曾計畫將北洋大學、中山大學及暨南大學三校，合併復校，未果。1980年，天津大学（北洋大学）85周年校庆之际，原校长茅以升提议恢复北洋大学校名，得到北洋大学校友的广泛支持，但未能成功。

## 教学

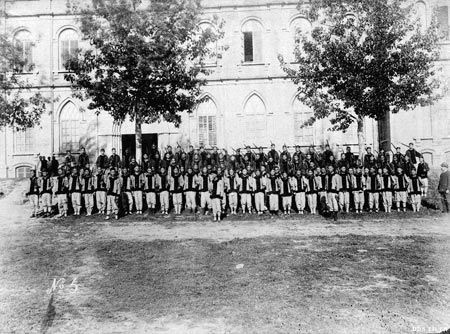
1900年代北洋大学军训

北洋大学是中国近代早专注于高等工程教育的大学，其开设的许多课程都是中国工程教育史上的首创。北洋大学开设的工程学课程中的汽水学、材料材质学、桥梁房顶学、开洞控地学、水利机器学，电学课程的传电力学、电报及电话学，矿务学课程的深奥金石学、深奥化学、矿务房演试、测量矿凿、矿务略兼机器工程学，机器学课程的深奥重学、材料热力学、绘机器图、机器房演试等课程都是第一次引入中国，为中国近代高等工程教育提供了良好的参考。

### 招生
北洋大学自建校以来，在招生方面秉持“宁缺毋滥”的原则，曾有多个年份招生未达定额，但拒绝放宽录取标准。1895年，北洋大学堂在香港招收第一届新生时，报名应试者达一千余人，最后仅录取了王宠惠等十余人。以1907年招考本科生为例，北洋大学堂在天津、上海、广州、汉口等地《大公报》等报刊斥资刊登招生广告，但法律系仅有一名考生达到录取标准。为保证学生质量，并未放宽录取水准，当年除预科毕业升入本科的人外，外考新生仅录取一人。此外，1902年丁家立受袁世凯任命兼任保定直隶高等学堂总教习后，曾将该学堂建为北洋大学堂预备学堂，学生毕业后可升入北洋大学堂正科，直至1913年取消。

### 学制
北洋大学堂创建初期，尚无全国统一的学制规范。因此，北洋大学在在美国籍总教习丁家立的指导下效仿美国的大学办学模式，以美国哈佛大学、耶鲁大学两所大学为蓝本，依据盛宣怀与丁家立起草的章程办学。北洋大学堂设立头等学堂为本层次教学，学制四年，设土木工程、机械制造、采矿冶金、法律四科，所订课程分普通科目和专门科目两种，各学习两年；另设立二等学堂为预科层次或高中层次教学，学制四年，以学习数理化和外文为主，课程有英文、数学、各国史鉴、格物和地舆学。1902年，清政府制定了中国近代的第一个学制“壬寅学制”，该学制侧重西学，被认为受到北洋大学堂早期学制的影响。
1922年11月，北洋政府颁行“壬戌学制”并在全国推行。南洋大学等学校积极响应新学制，但冯熙运治理下的北洋大学则坚持沿用旧学制，导致学生请愿而演变为抗议，最终导致其辞去校长职务。

### 科系设置
北洋大学堂设置专业的主导思想是直接面向产业应用，因此科系设置与近代产业紧密结合。北洋大学堂初期围绕天津洋务产业的人才之需，开设矿冶、土木、机械和法律四个学门，即四个科系，确立起了以工科专业为主、应用社会科学为辅的专业格局。其中，由于煤矿是近代工业的基础，矿冶专业成为北洋大学堂优先开办的专业，处于核心学科的位置。土木专业的设置则主要服务于近代兴起的铁道运输业。在洋务运动中，除对工程技术人员迫切需求外，洋务派官员普遍感到在与外国企业、机构往来中，亟需熟悉西方法律的人才。因此，北洋大学堂时特别设立了律例学门，即法律系。与北京大学法律系属于德日系不同的是，北洋大学的法律系是英美系，在当时属于新派的学术体系。1900年庚子事变后，北洋大学校舍、设备被占为兵营，导致机械系停办且难以复办，直至1925年刘仙洲任校长时期恢复。一战爆发不久，天津近代工业重心陆续转向了以电机工程、纺织化工、化工原料、食品加工、制药工程等为代表的新兴产业转型。这一时期，北洋大学的办学方向趋于保守，自中华民国成立后十余年间在新的学科、专业设置上未有建树。特别是，天津作为中国近代化工业的发源地，私立南开大学以来陆续设置了化学系、化学工程系和应用化学研究所，抓住天津化学工业快速发展的机遇，奠定了该学科在全国领先的基础，而北洋大学直至抗日战争爆发前夕才开始有建立相关学科的构想。1935年，北洋大学结合国民政府着力飞机制造业的政策背景，在机械专业下开设航空工程方向。1937年3月，北洋大学制定了恢复综合性大学建制的规划方案，扩展为包括文、理、工、医、法共五科，其中医学学科的筹建已经实质进行，但因战争因素而终止。

### 留学派遣与资助
盛宣怀在1895年创办北洋大学堂之前，在草拟《拟设天津中西学堂章程禀》时便将官派留洋纳入其中：“或派赴外洋，分途历练；或酌量委派洋务职事”，因而，头等学堂四年级优秀的毕业生将被遴选派遣美国留学。北洋大学堂原定1899年首次派遣留学生，但因八国联军占领天津而未能成行。
1901年，北洋大学堂首次派遣8名留学生赴美留学。陈锦涛入美国耶鲁大学学习物理学，王宠惠入美国耶鲁大学学习法律学，张又巡入美国耶鲁大学学习法律学，王宠佑入美国哥伦比亚大学学习矿学，严一入美国哥伦比亚大学学习政治学，胡栋朝、陆耀廷入美国康奈尔大学学习土木工程学，吴桂龄入美国康奈尔大学学习机械学。1901年至1907年，中国官费留美学生总计约有100余人，北洋大学堂占据半数以上。如著名经济学家马寅初，数学家秦汾，银行家钱永铭，冶金学家温宗禹、蔡远泽，师范教育家李建勋、齐璧亭等。以留学哈佛大学为例，北洋大学留美学生监督每年支付给哈佛大学一笔用于学费、暑期学校费等支出的经费，哈佛大学每年从基金中拨付与学费数额相当的奖学金返还给留美学生监督。因此，北洋大学派遣的留学生实际上是接受直隶政府以及哈佛大学双方的共同资助。
1914年后，因经费困难，北洋大学停止向留学生提供经济资助，但北洋大学仍是中国大学生赴外留学的重要生源基地。

### 师资

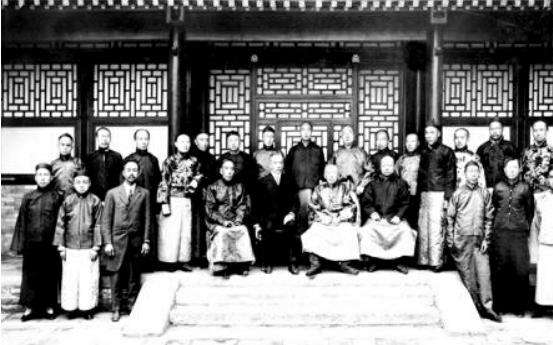
盛宣怀与北洋大学堂部分教师合影

北洋大学自1895年建校以来，因效法美国耶鲁大学、哈佛大学的课程设置与授课内容，师资多聘用外籍人士，且以美籍人士为主。首任美籍总教习（教务长）丁家立为北洋大学招聘了多名美籍教习（教授）到天津授课，且为外籍教习提供较中国教习更加优越的薪酬。北洋大学早年的多位督办，如唐绍仪、梁敦彦、梁如浩、蔡绍基四人均是中国留美幼童教育背景，是中国历史上最早的官派留学生。随着北洋大学及其他高校的官派和自费的留学生陆续归国，北洋大学开始广纳留学归国人才充实师资力量，其中以北洋大学校友为主，如李书田、魏寿昆、赵天麟、冯熙运等，赵天麟、冯熙运、蔡泽远等北洋大学派遣的留学生曾先后担任北洋大学的校长。北洋大学返回天津复校后，张维、陆士嘉夫妇曾在北洋大学任教，是北洋大学已知的最早的一对教授夫妇。

### 科研

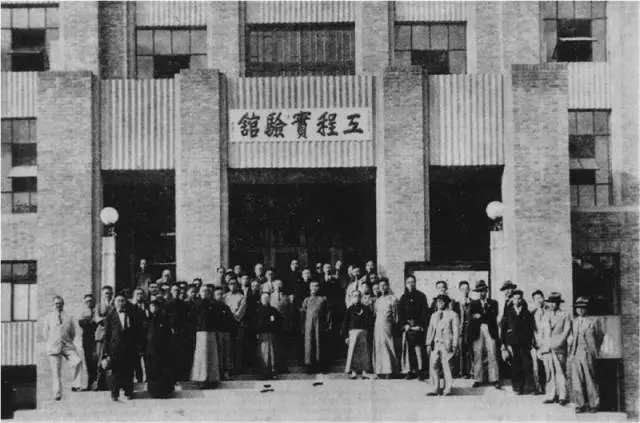
国立北洋工学院工程实验楼

北洋大学在建立初期以教学为主，对科学研究日渐重视，特别注重在工程领域的研究。1928年，由北洋工学院教授、中国水利工程学会会长李仪祉发起，黄河水利委员会、国立北洋工学院和河北工学院共同建立了“天津水工试验所”，后更名为“中国第一水工试验所”。1933年，北洋工学院成立了矿冶工程研究所和工程材料研究所，所长分别由矿冶工程系和土木工程系主任担任，研究员也分别由两系的教授和副教授担任，实行教学与科研结合的机制。1934年，两所合并成为“国立北洋工学院工科研究所”以“研究高深学问，并供给教授研究各项工程问题之便利，及代外界解决各项工程实际技术问题”为宗旨，并于次年开始面向国内外大学、独立学院的工科毕业生招录研究生。北洋工学院曾派遣师生参与重大工程建设并以工程现场为实习场所。1935年，曾任北洋工学院院长的茅以升主持修建钱塘江大桥，由于桥梁工程技术人员紧缺，北洋工学院派遣师生现场支援。返回天津复校后，北洋大学建立了土木工程、水利工程、采矿工程、冶金工程和化学工程5个研究所，北洋大学水利工程系与华北水利工程总局重新建立了“天津水力试验所”，为此后华北地区独流减河、官厅水库等重大水利工程建设提供支持。因广泛开展学术交流与科学研究，北洋大学曾被誉为“科学建国的堡垒”。

## 学生活动

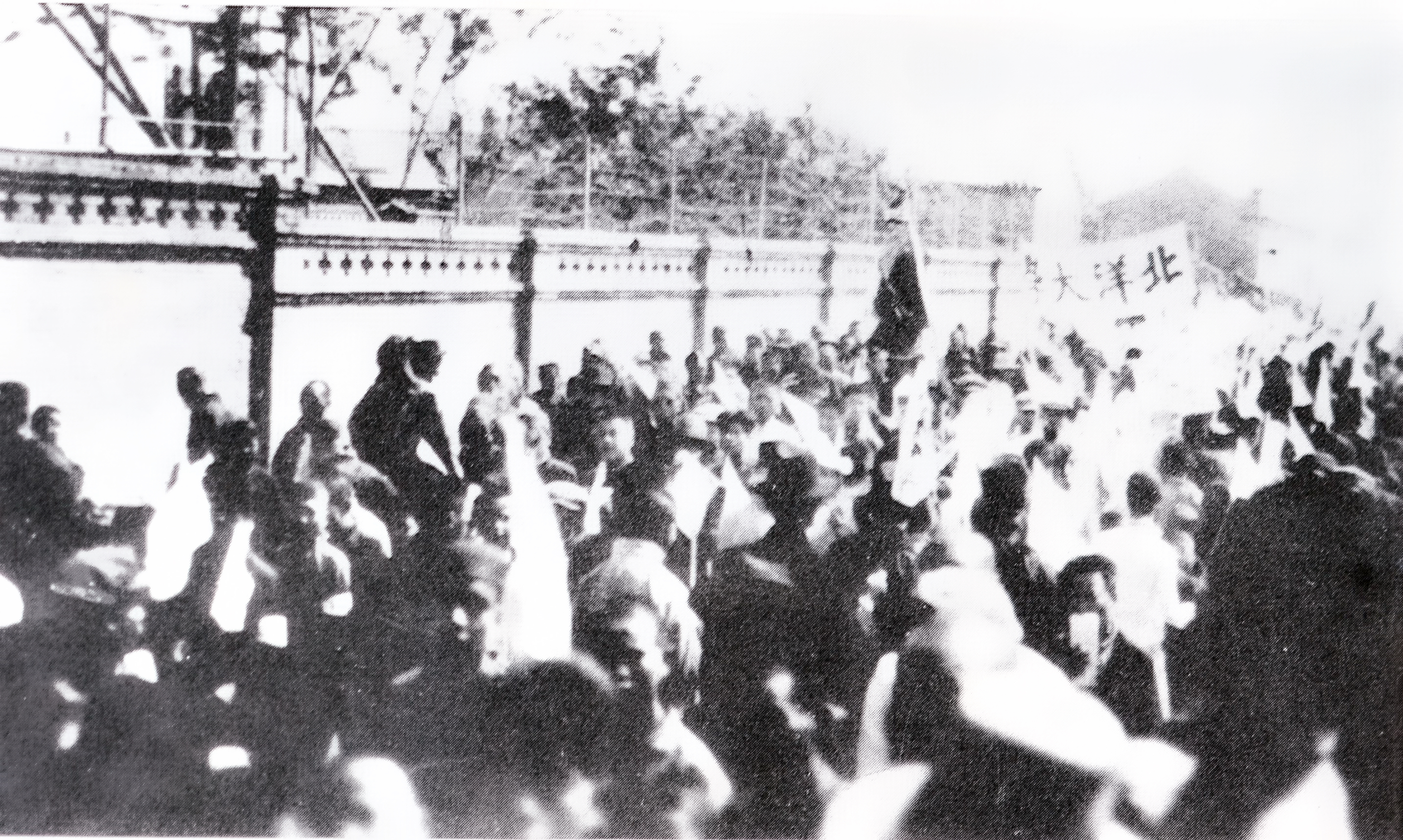
五四运动中的北洋大学游行队伍

北洋大学的学生社团由学生自发成立、自愿参加，具有较强的独立性，但校方可从规章、机构、经费、出版物等方面管理、引导。学生社团与学校的教学科研紧密配合，教师和学者经常参与指导。北洋大学最早的学生社团组织可以追溯到1909年，自北洋大学毕业留美的王正廷、马寅初等人在美国组织的北洋大学同学会。1915年，北洋大学英语辩论会、国语演讲会相继成立，均由徐谟担任首届会长。同年冬，北洋大学学生自主创办了北洋大学季刊社，次年发行《北洋大学校季刊》杂志。据学者考证，北洋大学学生会成立于1916或1917年，后更名为国立北洋大学学生自治会。五四运动后，北洋大学的学生社团数量迅速增长。1920年代，北洋大学校内学余社、采冶社、电影社、摄影学会、土木工学会等一批社团相继成立。
除学生活动以外，北洋大学自建校以来学生运动频繁且激烈。北洋大学学生先后参与了五四运动、一二·九运动等全国性学生运动，北洋大学法科张太雷等是五四运动的骨干之一。同时，北洋大学学生也曾因学制等校内矛盾多次掀起针对学校管理层的学生运动，如针对冯熙运的“驱冯运动”、针对李书田的“驱李运动”等。

## 学校象征

### 校训
赵天麟任北洋大学校长期间，在总结北洋大学办学理念与专业背景的基础上，拟定“实事求是”为校训。1951年后，继承北洋大学学缘的天津大学仍然沿用该校训。2014年，天津大学在报教育部核准的《天津大学章程》第五条确定校训为“实事求是”（英語：Seeking Truth from Facts）。

### 校徽校旗
北洋大学的校徽为盾形，底色为金色和蓝色相间，金色象征北洋大学为皇帝御批国立官办的大学，蓝色象征学校地处渤海之滨，是北洋大学的校色，被称为“北洋蓝”，而校徽的中心是一本打开的书籍，正中书写着北洋大学的校训“实事求是”，环绕四周的是三个堡垒和五支箭头，代表着制定校徽时北洋大学的三个学科和五个班级，图案的上方书写着“国立北洋大学”。北洋大学的校旗为蓝、白、黄三色旗，中间镶嵌北洋大学校徽，“实事求是”的校训位于校旗的正中。

### 校歌
1935年9月23日，北洋大学堂的建校40周年前夕，国立音乐专科学校校长萧友梅作曲、教授廖辅叔填词，为国立北洋工学院谱写了《北洋校歌》。北洋大学改组为天津大学后，曾谱写了《天津大学代校歌》，但最终仍继承沿用了1935年版的《北洋校歌》作为天津大学的校歌。2014年，经教育部审核的《天津大学章程》第八十二条正式确认学校沿用学校沿用1935年9月23日确立的校歌（《北洋校歌》）为天津大学正式校歌。

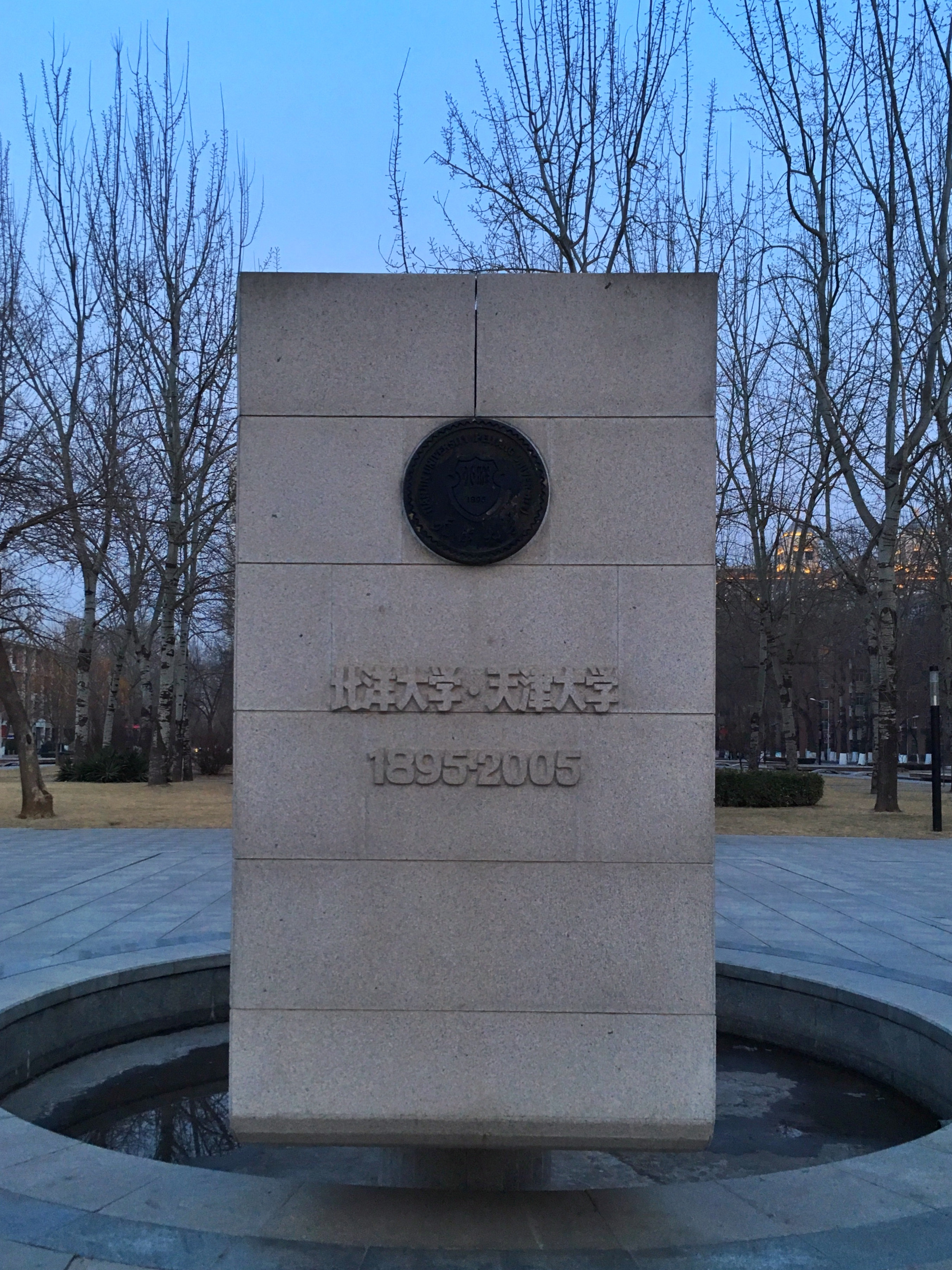
北洋大学-天津大学110周年校庆雕塑

### 建校纪念日
由于建校初期的档案被焚毁，北洋大学堂开学纪念日曾一度无从考证。1925年，北洋大学堂建校30周年之际，时任校长刘仙洲对北洋大学堂初办时期的几个关键节点进行了考证：盛宣怀禀请直隶总督王文韶的日期为1895年9月19日；王文韶禀报光绪帝的日期为同年9月30日；光绪帝朱批“该衙门知道”的日期为同年10月2日。但根据刘仙洲当时所掌握的资料，惟独北洋大学堂正式开学的日期无从考证。于是，最终确定北洋大学以光绪帝朱批同意开办的日期（1895年10月2日）为建校纪念日。日后，经学者根据史料考证，北洋大学堂实际的开学日期为1895年10月18日。目前，天津大学沿用北洋大学传统以光绪帝朱批日期（1895年10月2日）作为建校纪念日或校庆日。

## 行政管理

### 管理者

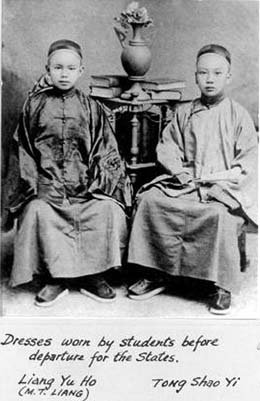
北洋大学早期督办（校长）多为中国历史上最早的官派留学生。1874年赴美留学前，梁如浩（左）与唐绍仪（右）合照

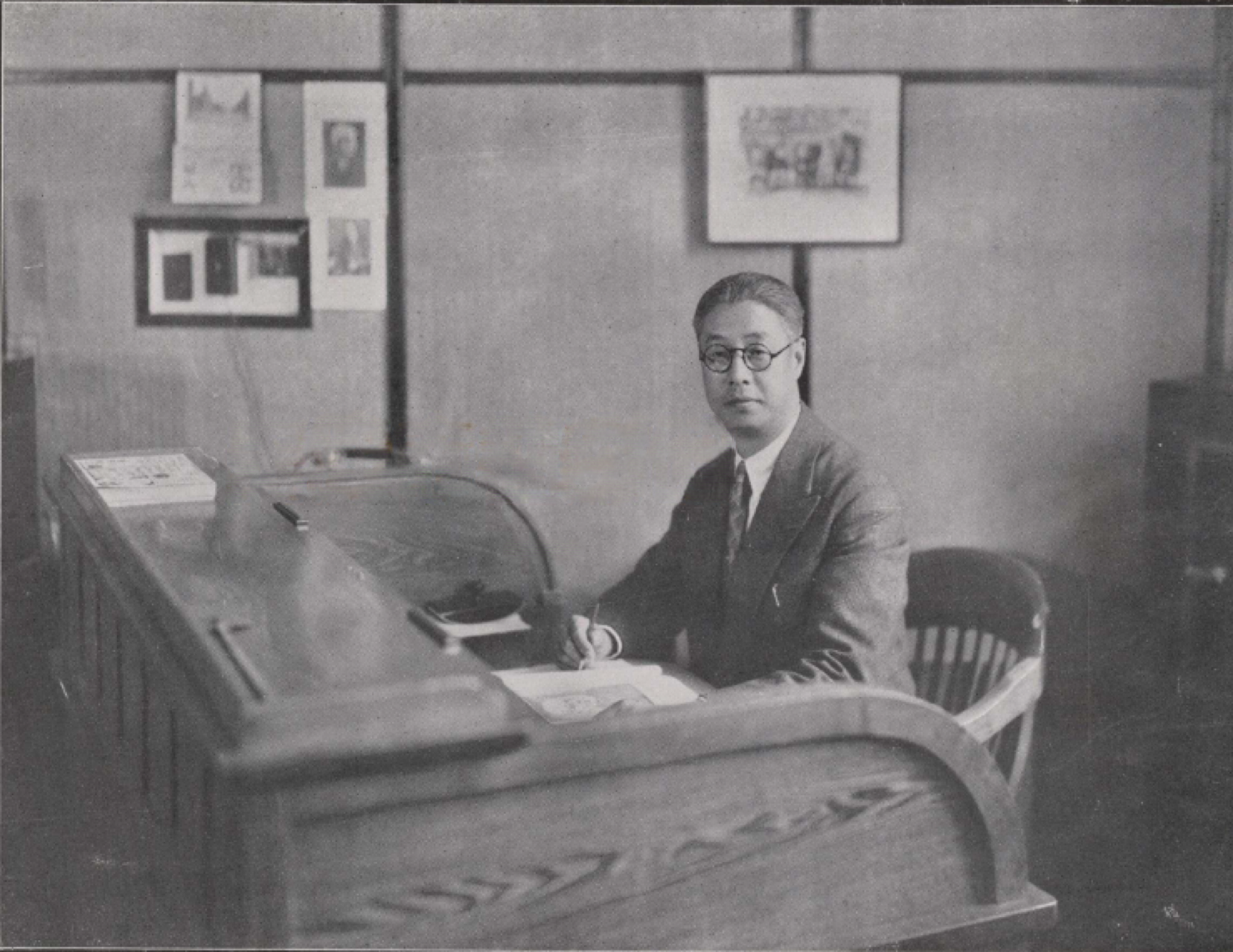
校长赵天麟

1895年，津海关道盛宣怀奏请光绪帝后创办北洋大学堂，并任首任督办，聘丁家立为总教习掌管全校的教务工作。1896年起盛宣怀开始督办铁路，津海关道李岷琛兼任北洋大学堂督办至1903年。1903年至1904年，唐紹儀任北洋大学督办。1904年1907年，梁敦彦任北洋大学督办。1907年至1908年，梁如浩任北洋大学督办。1908年至1910年，蔡绍基出任北洋大学督办。而唐紹儀、梁敦彦、梁如浩、蔡绍基四人均是中国留美幼童教育背景，是中国历史上最早的官派留学生。1910年至1911年钱明训任北洋大学督办。1912年1月至1913年3月，徐德源任北洋大学督办。
1913年，学校取消督办，改称校长。1913年3月至1914年3月任直隶教育司司长蔡儒楷兼国立北洋大学校校长。1914年，哈佛大学法学博士赵天麟教授继任北洋大学校长。掌校期间，提出了“实事求是”的校训并被沿用至今。1920年1月，直隶省政府任命哈佛大学法学博士冯熙运继任校长，因省政府任命国立大学校长不合规则及冯对待学运学生态度强硬，引发学生“驱冯”。1924年8月，冯熙运再次因施政引发学生不满、触发学运后离职。1924年9月，刘仙洲继任校长，1928年7月因反对将国立北洋大学改为国立北平大学第二工学院而辞职。

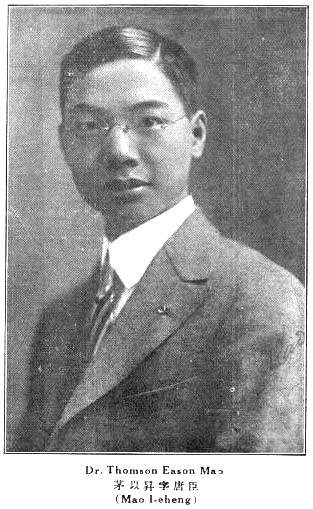
两度担任校长的茅以升

1928年7月至1930年6月，茅以升先后担任国立北平大学第二工学院院长、国立北洋工学院院长。1930年7月至1932年，蔡远泽任院长。1932年至1939年2月，曾于1923年以第一名成绩毕业于北洋大学土木系的李书田任国立北洋工学院院长，任内拟定《北洋同学会章程》《北洋校歌》并制定了恢复国立北洋大学建制的规划，曾计划在西安购买土地建设分院，但未能实现。
1939年2月至1943年10月，赖琏担任国立北洋工学院院长，任内多次受到学运冲击和困扰，1943年10月至1946年5月潘承孝担任国立西北工学院院长；1942年12月至1946年5月陈荩民担任泰顺北洋工学院院长；1944年至1946年5月，李书田担任国立北洋工学院西京分院院长。
1946年，国立北洋工学院在天津复校，并更名国立北洋大学。1946年5月至1948年8月，桥梁专家茅以升受聘复校后的国立北洋大学校长，但一度未能到任，鍾世銘等曾代理校长职务。1948年8月至1949年4月，水利专家张含英担任国立北洋大学校长。1949年4月，刘锡瑛被任命为国立北洋大学校长，直至与河北工学院组建天津大学。

### 办学经费
北洋大学作为中国近代第一所官办大学，办学经费主要来自官方拨款。津海关道盛宣怀在筹建北洋大学堂时，预估每年需经费银52000两，向清廷提议以开平煤税、漕运税收及电报局收入作为办学经费。光绪帝批准相关经费解交至津海关道库存储，用于北洋大学堂开办经费。1903年，北洋大学堂在西沽复校时，直隶总督袁世凯从直隶省征收的粮租中酌提盈余、专款存储，作为北洋大学堂办学经费，每月拨款。1908年夏季北洋大学堂规模扩张，清廷学部遂增加拨付经费额度。1912年，中华民国成立后，北洋大学堂举办经费由教育部负责，但经费被大幅调减、幅度逾半，导致学校开始常年面临经费不足的困难。1913年9月起，因保定高等学堂预科学员并入北洋大学，每月经费由行政公署酌量加增，但实拨资金未达预算金额。1917年2月，北京大学工科并入北洋大学，教育部酌情增加核准经费但因学费收入，教育部拨付经费常年不足核准金额。1917年11月起的十年间，教育部核准拨付北洋大学的经费没有增加，致使北洋大学办学经费不足。1920年，北洋大学停办法科，专办工科，法科经费用作扩充工科。1922年以后，北洋大学经费由教育部拨款转由直隶省上缴国库的款项内扣拨。后来，由于直隶省库日渐拮据导致，北洋大学的办学经费被拖欠，曾一度拖欠经费近一年。1925年，北洋大学曾发起经费独立运动，要求将北洋大学常年经费仍由津海关直接拨发，但遭北洋政府以关税和电政收入均为国家外债利息及军政费来源为由拒绝。抗日战争时期，学校内迁陕西，物资极度匮乏曾致使教学研究事业一度中断。1946年，北洋大学在天津复校时，国民政府教育部核定复员修建费12.5亿元，实际仅拨付7.6亿元。此外，行政院批准将泰兴纱厂房屋、地基、设备以及原博文书院老校址划拨予北洋大学。1949年1月，政权更替后，北洋大学经费由教育部、财政部划拨，通过天津市政府直接拨付。

## 建筑遗存

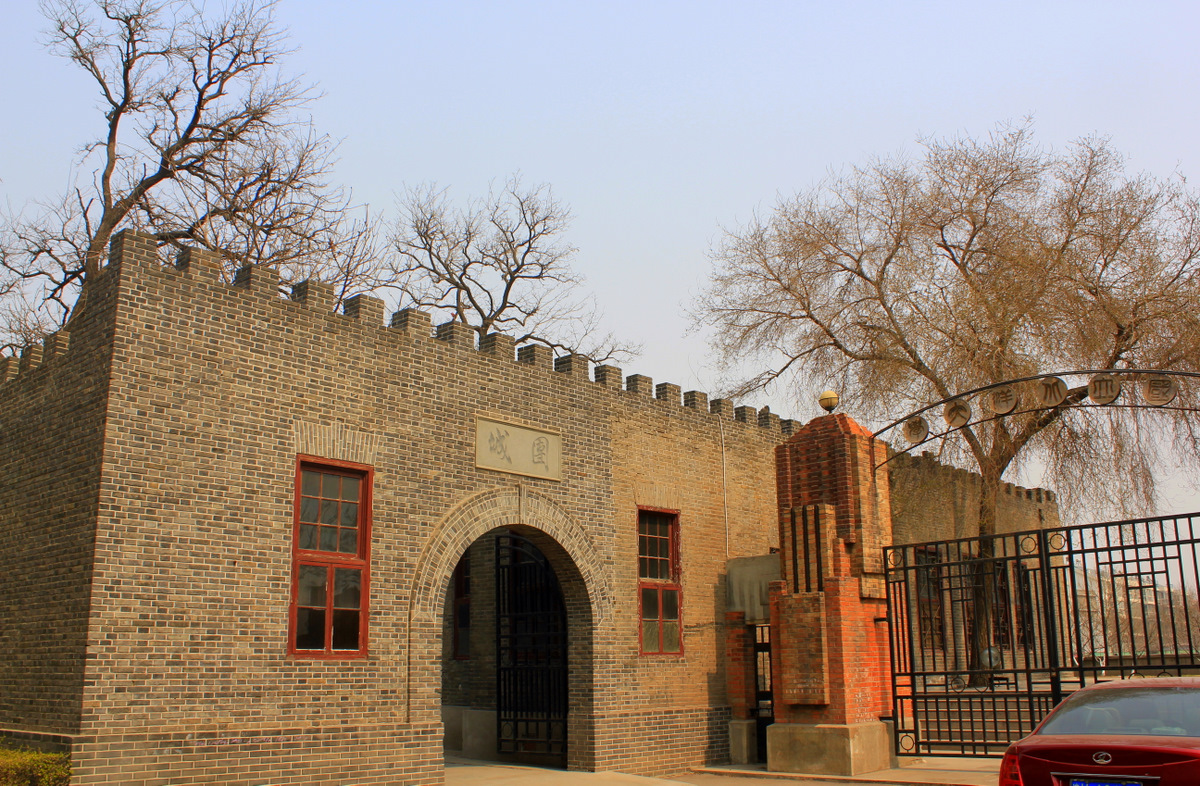
1930年左右建造的北洋大学团城及校门

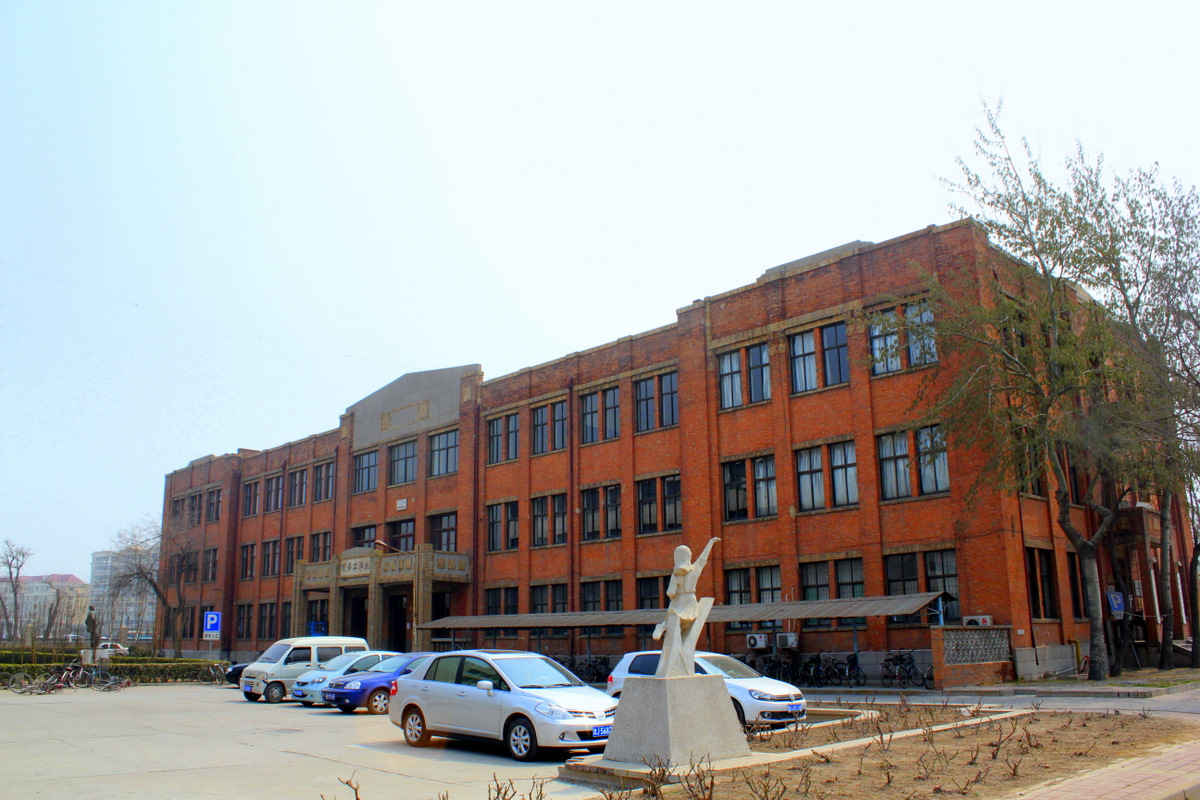
北洋大学南楼

现存的北洋大学堂旧址位于天津市红桥区光荣道2号北运河畔的河北工业大学校内，最初是西沽武库的旧址。1902年，直隶总督袁世凯将西沽武库划拨给北洋大学堂作为校舍，原西沽武库的八座军械库，其中二座改为教室，六座军械库改为学生宿舍。1903年，北洋大学堂迁至此处办学。原北洋大学堂旧址现存建筑有团城、南楼、北楼。团城建于1930年左右，为砖木结构平房，青瓦坡顶，建筑外立面为青砖墙面，曾为北洋大学办公用房。1929年3月，北洋大学堂最具规模的主楼毁于火灾。
李书田出任校长后，向北洋校友募资，在被焚毁的主楼旧址修建了南楼、北楼。南楼、北楼均为三层砖混结构楼房，建筑布局对称，建筑外立面为红砖墙面。南楼建于1933年，占地面积为2336平方米，建筑面积为4902.45平方米。南楼现为河北工业大学校史馆，门上有牌匾“北洋工学院”。北楼建于1936年，占地面积为2315平方米，建筑面积为4805.11平方米，门上有牌匾“北大楼”，建筑入口处设有六角形门厅，现为河北工业大学第五教学楼。
2005年，原北洋大学堂北楼、南楼和团城被等级为天津历史风貌建筑。2015年5月，北洋大学堂旧址被中华人民共和国国务院批准为全国重点文物保护单位。2016年9月，北洋大学堂旧址入选首批中国20世纪建筑遗产名录。

## 校友

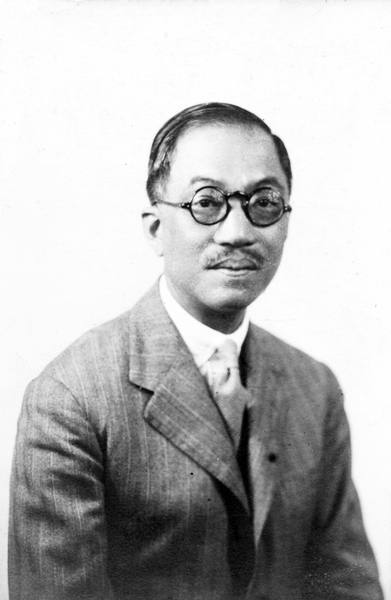
北洋大学堂第一届毕业生王宠惠，获得获钦字第一号考凭，为中国第一个获得国内大学文凭者

北洋大学校友指曾在北洋大学堂、北平大学第二工学院、北洋工学院、国立西北联合大学及国立北洋大学学习、工作、进修以及专职、兼职任教等人士。同时，《天津大学章程》将包括北洋大学各个时期历史沿革的学习、工作、进修的人员和获得名誉学衔、荣誉学衔的人员等纳入天津大学校友。北洋大学校友活动踊跃积极，在校舍遭遇火灾等困难时均曾踊跃捐资，在抗日战争时期校友亦曾踊跃向各界呼吁、向教育部施压促成北洋大学复校。

### 校友会
北洋大学最早的校友组织可以追溯到1909年北洋大学毕业留美的王正廷、马寅初等人在美国组织的北洋大学同学会。北洋大学校方不晚于1913年已经成立校友组织，1933年时任校长李书田主持制定了《北洋同学会章程》。截至1937年已经在13个地方成立了校友会。1984年，天津大学恢复成立了北洋大学-天津大学校友总会，史绍熙教授担任首届北洋大学-天津大学校友总会会长。

### 知名校友
1895年，王宠佑、王宠惠等成为北洋大学堂的第一届学生。王宠惠是第一名的成绩自北洋大学堂毕业，获“钦字第壹号”考凭（毕业证书），为中国第一个获得国内大学文凭者。
北洋大学的校友有鲍观澄、陳之藩、中华民国政治人物陳立夫、中国接触关贸总协定第一人金问泗、靳珩、近代实业家李组绅、林继庸、李书田、经济学家马寅初、馬鳳圖、孙云铸、孙辅世、王世杰、近代政治人物王试功、王正黼、冯熙敏、魏寿昆、吴南如、新月派现代诗人徐志摩、首位来自中国的国际法院法官徐谟、葉秀峯、曾养甫、水利学家张含英、中共早期领导人张太雷、张寿荣、鍾世銘、史绍熙、张煜全、徐达本等。
北洋大学校友中当选中国科学院院士或中国工程院院士的有冶金学家王之玺、矿冶专家靳树梁、材料学家周志宏、材料学家李恒德、物理冶金学家张沛霖、流体力学家周恒、材料学家吴自良、疲劳科学专家高镇同、固体力学家张维、农机专家陈秉聪等。

## 研究与纪念

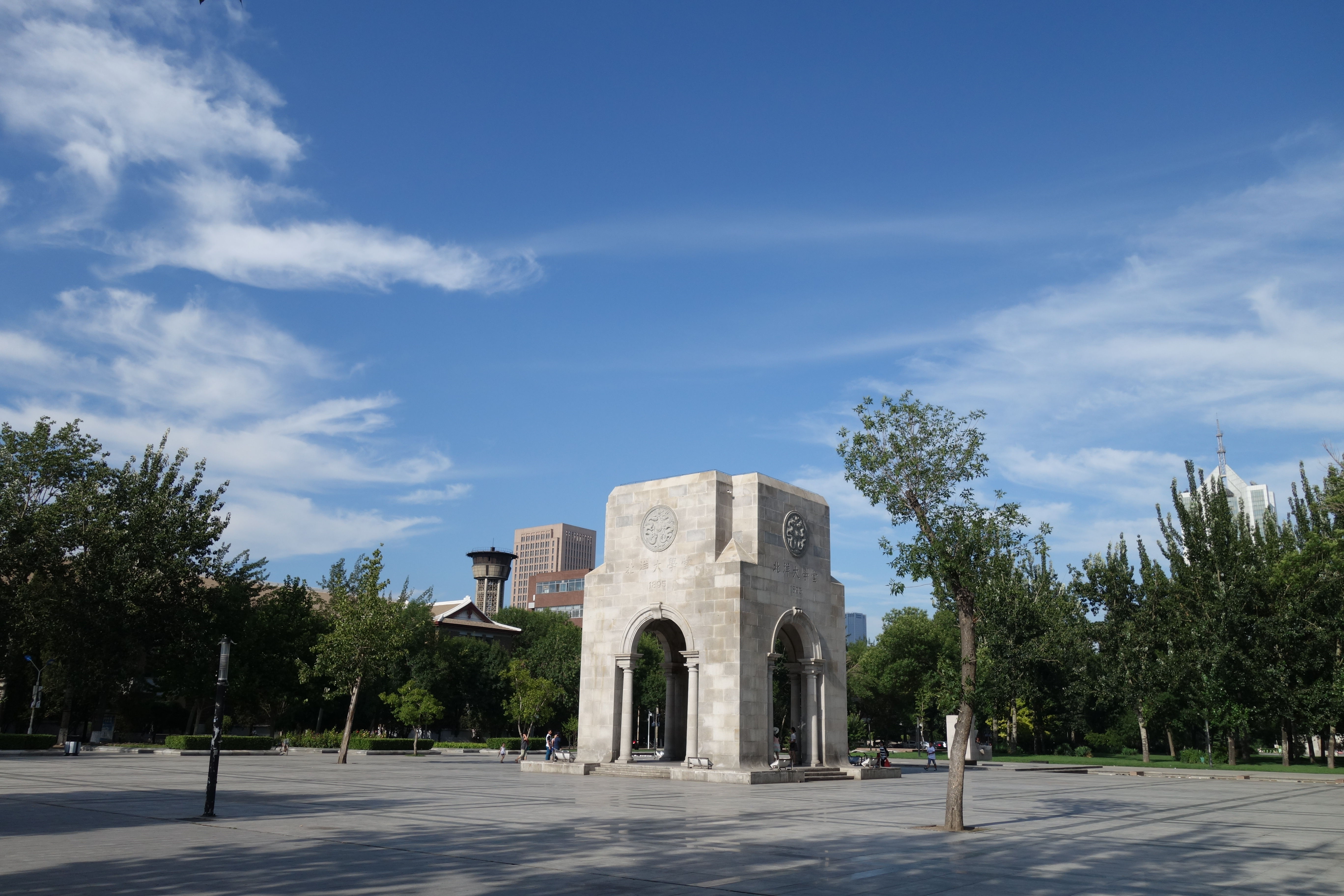
天津大学卫津路校区内的北洋纪念碑亭（天津大学建校百周年纪念碑亭）

### 研究
由于北洋大学是中国近代第一所官办大学，颁发了中国近代第一张大学毕业证书——王宠惠获颁之北洋大学堂“钦字第壹号”考凭，在中国高等教育史上具有标志性意义，因此北洋大学的校史一直是高等教育史、近代史研究的课题。2013年，天津大学校友总会启动了北洋大学校史抢救性工程——“北洋校友口述史研究计划”。2015年，北洋大学建校120周年之际，天津大学校友总会编撰、天津大学出版社出版了《我们从北洋走来——北洋大学校友口述录》，是研究北洋大学校史的重要史料。

### 纪念

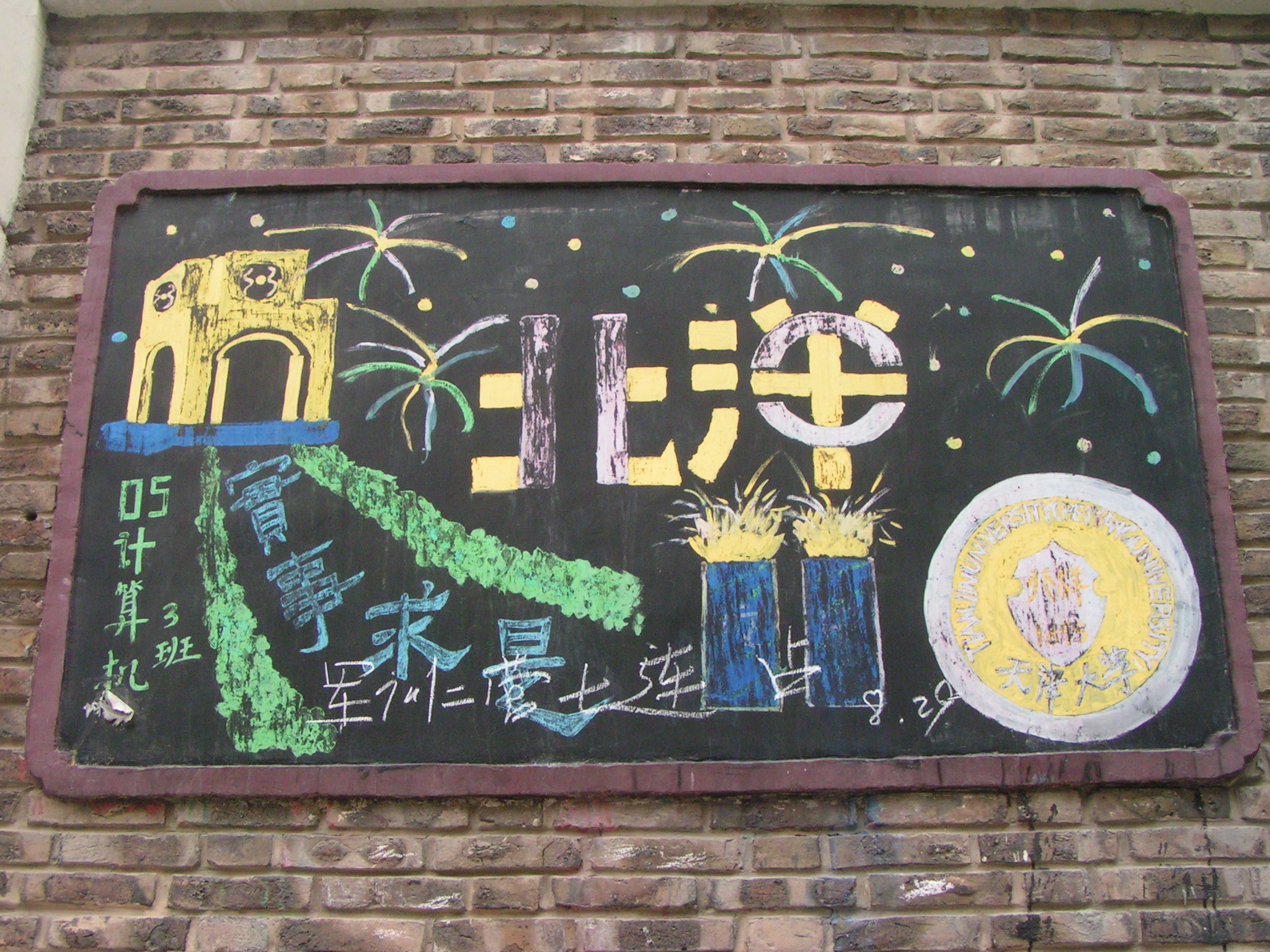
天津大学校园内粉笔墙报，仍然可见“北洋”标志

由于天津大学继承了北洋大学的学缘，因此天津大学于每年10月2日举办纪念北洋大学建校的校庆纪念活动。1989年4月，左森、胡如光主编、天津大学出版社出版了图书《回忆北洋大学》。1984年，天津大学在校园中修建了“北洋广场”及以校训命名的求是亭，以纪念北洋大学建校九十周年。1995年，北洋大学建校百年之际，天津大学在校园中建造若干纪念性的工程，天津大学建筑学院彭一刚院士主持设计建造了“北洋纪念亭”，也称“天津大学百年校庆纪念亭”，在敬业湖南岸修建了“北洋科学楼”。2005年10月，北洋大学建校110周年之际，天津大学在北洋纪念亭东侧建造纪念雕塑，天津大学出版社出版了《中国近代第一所大学——北洋大学（天津大学）历史档案珍藏图录》。2015年10月2日，北洋大学建校120周年之际，天津大学位于津南区的新校区落成投用，被命名为“北洋园校区”，新校区主楼前宣怀广场建造了新的北洋纪念亭，亭中树立了北洋大学创办人盛宣怀的雕像。